# ملعب خوسيه أنطونيو روميرو فيريس
ملعب خوسيه أنطونيو روميرو فيريس (بالإنجليزية: Estadio José Antonio Romero Feris)‏ هو ملعب كرة قدم يقع في كوريينتس، الأرجنتين، يتسع لـ 15,172 متفرج.

## التاريخ
افتتح الملعب في 26 يوليو 1986.